# Parroquia Imataca
La Parroquia Imataca o simplemente Imataca es el nombre que recibe una de las 5 parroquias en las que se encuentra dividido el municipio Casacoima al suroeste del Estado Delta Amacuro, en el país suramericano de Venezuela.

## Historia
El territorio fue explorado y colonizado por los españoles y formó parte de la Capitanía General de Venezuela desde 1777. En la Venezuela independiente formó parte del Cantón del Bajo Orinoco o Piacoa entre 1830 y 1856.
Entre 1884 y 1991 formó parte del Territorio Federal Delta Amacuro.  En 1963 fue establecida la Reserva Forestal de Imataca con parte del territorio del Estado Delta Amacuro y del Estado Bolívar. 
Desde 1992  el sector es una de las parroquias del Estado Delta Amacuro.

## Geografía
Su capital es la localidad de La Sierra (Sierra Imataca). Limita al norte con la Parroquia Juan Bautista Arismendi, al este con la Parroquia Rómulo Gallegos, al oeste con la Parroquia Manuel Piar y al sur con el Estado Bolívar. Posee una superficie estimada en 87050 hectáreas (equivalentes a 870,5 kilómetros cuadrados). Debe su nombre a la Reserva Forestal de Imataca, y a la Serranía homónima. La economía del territorio esta dominada por actividades agropecuarias y la industria maderera.

### Lugares de interés
- La Sierra
- Reserva Forestal de Imataca